# Masashi Ōguro
Masashi Ōguro (大黒 将志?, Ōguro Masashi; Osaka, 4 maggio 1980) è un ex calciatore giapponese, di ruolo attaccante.

## Carriera

### Club
Cresciuto nelle giovanili del Gamba Osaka, ha esordito nella massima serie Giapponese (la J-League) nel 1999 giocando 11 partite; nel 2000 ha giocato 7 partite segnando una rete; nel 2001 si è trasferito al Consadole Sapporo dove ha giocato 4 partite; nel 2002 torna nel Gamba Osaka, dove gioca 6 partite segnando una rete; nel 2003 gioca 26 partite segnando 10 reti. Nella stagione 2004 ha segnato 20 volte in 30 partite giocate; nel 2005 gioca 31 partite segnando 16 reti; nel 2005-2006 viene messo sotto contratto dal Grenoble, squadra francese di Ligue 2, dove in 17 partite mette a segno 5 reti.
Nella stagione 2006-2007 gioca 2 partite nel Grenoble riuscendo a segnare una rete e al termine del calciomercato estivo del 2006 viene acquistato dal Torino, con cui ha esordito in Serie A il 10 settembre 2006 nella gara Torino-ChievoVerona (1-0). Con i granata scende in campo 10 volte in due anni. Al termine della stagione 2007-2008 lascia il Torino per scadenza del contratto. Torna quindi in patria dove firma un contratto per i Tokyo Verdy.
A gennaio 2010 si trasferisce in prestito al Yokohama F.C. e successivamente al FC Tokyo, sempre in prestito. Nel 2011 fino al 2013 si trasferisce al Yokohama F. Marinos, poi firma in Cina per il Hangzhou Greentown in prestito con diritto di riscatto. Nel 2014 Ōguro rinnova per il club cinese. Sempre nel 2014 Ōguro ritorna in Giappone e va a giocare per il Kyoto Sanga in prestito, in seconda divisione.

### Nazionale
Ha debuttato in Nazionale il 29 gennaio 2005 nell'amichevole vinta per 4-0 contro il Kazakistan, rimpiazzando al 77' Takayuki Suzuki.
Ha segnato 3 volte in 4 partite di qualificazione per la Coppa del Mondo FIFA 2006. Ha segnato anche il gol della vittoria contro la Grecia nella FIFA Confederations Cup 2005. Successivamente partecipa al Mondiale 2006.
Si ritira dalla Nazionale nel 2008, dopo avere collezionato complessivamente in 3 anni 22 presenze (di cui solo 4 da titolare) e 5 reti.

## Statistiche

### Cronologia presenze e reti in nazionale
| Cronologia completa delle presenze e delle reti in nazionale ― Giappone | Cronologia completa delle presenze e delle reti in nazionale ― Giappone | Cronologia completa delle presenze e delle reti in nazionale ― Giappone | Cronologia completa delle presenze e delle reti in nazionale ― Giappone | Cronologia completa delle presenze e delle reti in nazionale ― Giappone | Cronologia completa delle presenze e delle reti in nazionale ― Giappone | Cronologia completa delle presenze e delle reti in nazionale ― Giappone | Cronologia completa delle presenze e delle reti in nazionale ― Giappone |
| Data                                                                    | Città                                                                   | In casa                                                                 | Risultato                                                               | Ospiti                                                                  | Competizione                                                            | Reti                                                                    | Note                                                                    |
| ----------------------------------------------------------------------- | ----------------------------------------------------------------------- | ----------------------------------------------------------------------- | ----------------------------------------------------------------------- | ----------------------------------------------------------------------- | ----------------------------------------------------------------------- | ----------------------------------------------------------------------- | ----------------------------------------------------------------------- |
| 29-1-2005                                                               | Yokohama                                                                | Giappone                                                                | 4 – 0                                                                   | Kazakistan                                                              | Amichevole                                                              | -                                                                       | 77’                                                                     |
| 9-2-2005                                                                | Saitama                                                                 | Giappone                                                                | 2 – 1                                                                   | Corea del Nord                                                          | Qual. Mondiali 2006                                                     | 1                                                                       | 79’                                                                     |
| 25-3-2005                                                               | Teheran                                                                 | Iran                                                                    | 2 – 1                                                                   | Giappone                                                                | Qual. Mondiali 2006                                                     | -                                                                       | 82’                                                                     |
| 22-5-2005                                                               | Niigata                                                                 | Giappone                                                                | 0 – 1                                                                   | Perù                                                                    | Amichevole                                                              | -                                                                       | 53’                                                                     |
| 27-5-2005                                                               | Tokyo                                                                   | Giappone                                                                | 0 – 1                                                                   | Emirati Arabi Uniti                                                     | Amichevole                                                              | -                                                                       |                                                                         |
| 8-6-2005                                                                | Bangkok                                                                 | Corea del Nord                                                          | 0 – 2                                                                   | Giappone                                                                | Qual. Mondiali 2006                                                     | 1                                                                       | 46’                                                                     |
| 16-6-2005                                                               | Hannover                                                                | Messico                                                                 | 2 – 1                                                                   | Giappone                                                                | Conf. Cup 2005 - 1º turno                                               | -                                                                       | 68’                                                                     |
| 19-6-2005                                                               | Francoforte sul Meno                                                    | Grecia                                                                  | 0 – 1                                                                   | Giappone                                                                | Conf. Cup 2005 - 1º turno                                               | 1                                                                       | 65’                                                                     |
| 22-6-2005                                                               | Colonia                                                                 | Giappone                                                                | 2 – 2                                                                   | Brasile                                                                 | Conf. Cup 2005 - 1º turno                                               | 1                                                                       | 46’                                                                     |
| 31-7-2005                                                               | Daejeon                                                                 | Giappone                                                                | 0 – 1                                                                   | Corea del Nord                                                          | Coppa dell'Asia orientale 2005                                          | -                                                                       |                                                                         |
| 3-8-2005                                                                | Daejeon                                                                 | Giappone                                                                | 2 – 2                                                                   | Corea del Sud                                                           | Coppa dell'Asia orientale 2005                                          | -                                                                       | 66’                                                                     |
| 7-8-2005                                                                | Taegu                                                                   | Corea del Sud                                                           | 0 – 1                                                                   | Giappone                                                                | Coppa dell'Asia orientale 2005                                          | -                                                                       | 69’                                                                     |
| 17-8-2005                                                               | Yokohama                                                                | Giappone                                                                | 2 – 1                                                                   | Iran                                                                    | Qual. Mondiali 2006                                                     | 1                                                                       |                                                                         |
| 7-9-2005                                                                | Rifu                                                                    | Giappone                                                                | 5 – 4                                                                   | Honduras                                                                | Amichevole                                                              | -                                                                       | 79’                                                                     |
| 16-11-2005                                                              | Tokyo                                                                   | Giappone                                                                | 1 – 0                                                                   | Angola                                                                  | Amichevole                                                              | -                                                                       | 79’                                                                     |
| 28-2-2006                                                               | Dortmund                                                                | Bosnia ed Erzegovina                                                    | 2 – 2                                                                   | Giappone                                                                | Amichevole                                                              | -                                                                       | 83’                                                                     |
| 30-5-2006                                                               | Leverkusen                                                              | Germania                                                                | 2 – 2                                                                   | Giappone                                                                | Amichevole                                                              | -                                                                       | 78’                                                                     |
| 4-6-2006                                                                | Mönchengladbach                                                         | Giappone                                                                | 1 – 0                                                                   | Malta                                                                   | Amichevole                                                              | -                                                                       | 69’                                                                     |
| 12-6-2006                                                               | Kaiserslautern                                                          | Australia                                                               | 3 – 1                                                                   | Giappone                                                                | Mondiali 2006 - 1º turno                                                | -                                                                       | 90+1’                                                                   |
| 18-6-2006                                                               | Norimberga                                                              | Giappone                                                                | 0 – 0                                                                   | Croazia                                                                 | Mondiali 2006 - 1º turno                                                | -                                                                       | 85’                                                                     |
| 22-6-2006                                                               | Dortmund                                                                | Brasile                                                                 | 4 – 1                                                                   | Giappone                                                                | Mondiali 2006 - 1º turno                                                | -                                                                       | 66’                                                                     |
| 20-8-2008                                                               | Sapporo                                                                 | Giappone                                                                | 1 – 3                                                                   | Uruguay                                                                 | Amichevole                                                              | -                                                                       | 68’                                                                     |
| Totale                                                                  |                                                                         | Presenze                                                                | 22                                                                      |                                                                         | Reti                                                                    | 5                                                                       |                                                                         |

## Palmarès

### Club

#### Competizioni nazionali
- Campionato giapponese: 1

Gamba Osaka: 2005
- Coppa dell'Imperatore: 1

F·Marinos: 2013

#### Competizioni internazionali
- Coppa Suruga Bank: 1

Tokyo FC: 2010

### Individuale
- Premio Fair-Play del campionato giapponese: 1

2005